# Mitsubishi Electric Halle

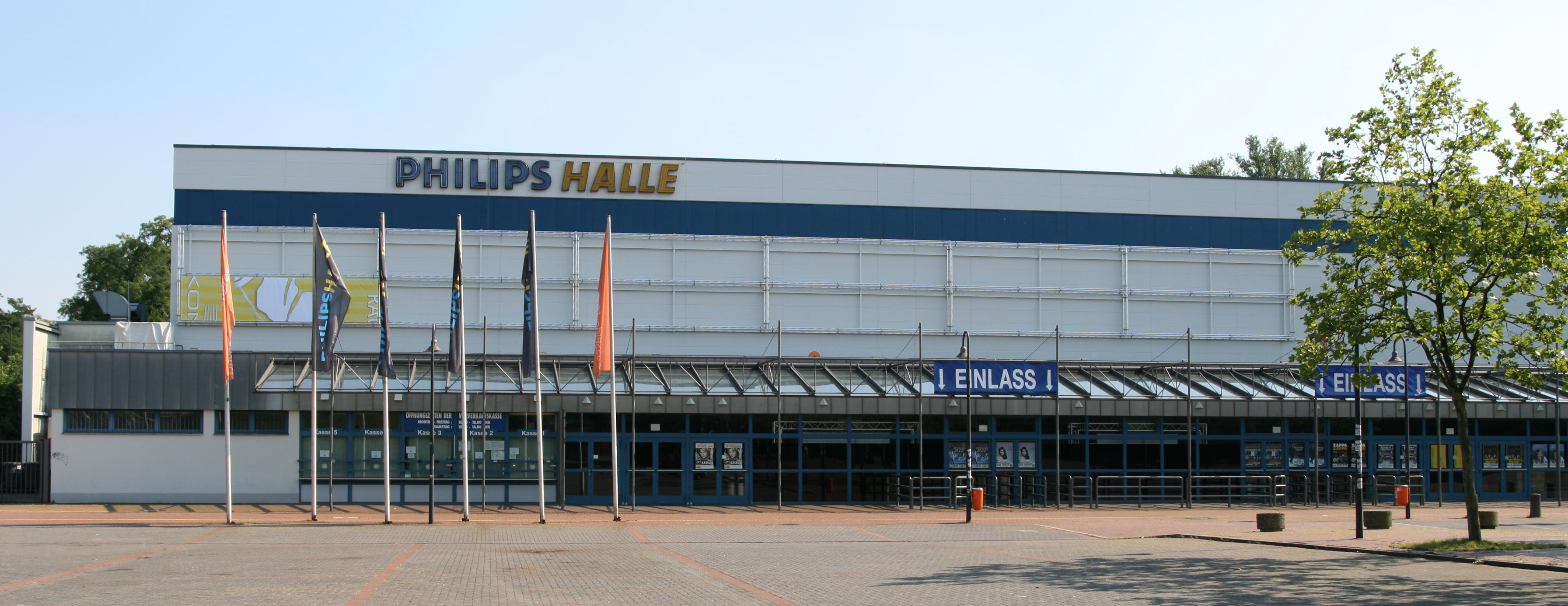
Vista externa da então Philipshalle

Mitsubishi Electric Halle é uma arena multi-uso localizada em Düsseldorf, Alemanha.
Foi inaugurada em 1971 com o nome Philips Halle devido à empresa holandesa Philips adquirir seus naming rights. Essa denominação foi mantida até abril de 2011, quando a Mitsubishi Electric comprou os direitos de nome da arena.